# Älsjön (Blackstads socken, Småland)
Älsjön är en sjö i Västerviks kommun i Småland och ingår i Botorpsströmmens huvudavrinningsområde.